# NGC 5639
NGC 5639 (ook: NGC 5639A) is een spiraalvormig sterrenstelsel in het sterrenbeeld Ossenhoeder. Het hemelobject werd op 15 mei 1830 ontdekt door de Britse astronoom John Herschel.

## Synoniemen
- UGC 9290
- MCG 5-34-51
- ZWG 163.61
- PGC 51730